# Нордри, Судри, Аустри и Вестри
Но́рдри (др.-сканд. Norðri), Су́дри (др.-сканд. Suðri), А́устри (др.-сканд. Austri) и Ве́стри (др.-сканд. Vestri) — в скандинавской мифологии четыре карлика (дверга), поддерживающие небосвод.

## Этимология
Происхождение имён этих карликов достаточно незамысловато: они названы по сторонам света, в которых находятся, — Нордри («северный»), Судри («южный»), Аустри («восточный») и Вестри («западный»).

## Нордри, Судри, Аустри и Вестри в письменных источниках
В эддических текстах Нордри, Судри, Аустри и Вестри упоминаются несколько раз, но лишь однажды в «Старшей Эдде»: при перечислении двергов в строфе 11 «Прорицания вёльвы». Этот же список повторяет в «Видении Гюльви» автор «Младшей Эдды» Снорри Стурлусон; там же (часть 8) находится описание того, как боги создавали мир:

«Взяли они и череп его (Имира) и сделали небосвод. И укрепили его над землей, загнув кверху её четыре угла, а под каждый угол посадили по карлику. Их прозывают так: Восточный, Западный, Северный и Южный.»
Кроме того, имеются многочисленные примеры использования их имён для образования кеннингов со значением «небо» («бремя Аустри», «бремя родичей Нордри», «шлем карликов Вестри и Аустри, Судри, Нордри») или в качестве синонимов при упоминании других карликов.

## Интерпретации и мнения
Нордри, Судри, Аустри, Вестри являются олицетворением четырёх сторон света и относятся к тем немногим двергам, которые не живут под землёй. Некоторые исследователи и переводчики даже причисляют их к ветрам или к связаным с ветрами альвам. Момент, когда они были посажены богами поддерживать небо, впервые определил направления сторон света и несёт в себе тем самым космологическую функцию.
Существует мнение, что именно автору «Младшей Эдды» принадлежит идея «поручить» новую задачу (поддержания неба) уже известным в эддических текстах и ранее ничем не примечательным карликам (хотя, например, упоминание о небе как «бремени рода Нордри» можно встретить уже в текстах X века: в «Поминальной драпе об Олаве сыне Трюггви», строфа 26b).
Советский филолог и историк культуры Мелетинский отмечал, что мотив поддержания небосвода широко распространён в мифологии других народов. Сами же карлики включаются им одновременно в «горизонтальную» и «вертикальную» проекции пространственной модели мира скандинавской мифологической системы, важнейшим элементом которой, помимо антропоцентричности, выступает мировое дерево Иггдрасиль. А от сюжета разделения неба на четыре части (по одной на каждого карлика) могут быть проведены параллели к мифу о Тваштаре и рибху, разделивших его чашу для жертвоприношения богам.